# Stygobromus latus
Stygobromus latus är en kräftdjursart som beskrevs av Wang och John R. Holsinger 2001. Stygobromus latus ingår i släktet Stygobromus och familjen Crangonyctidae. Inga underarter finns listade i Catalogue of Life.